# Szojuz TMA–11M
A Szojuz TMA–11M a Szojuz TMA–M orosz háromszemélyes szállító/mentőűrhajó űrrepülése 2013–2014-ben. A 38. expedíció és a 120. Szojuz űrhajó (1967 óta).

## Küldetés
Hosszú távú cserelegénységet szállított az ISS fedélzetére. A tudományos és kísérleti feladatokon túl az űrhajók cseréje volt szükségszerű.

## Jellemzői
2013. november 7-én a Bajkonuri űrrepülőtér 1/5-ös indítóállomásról egy Szojuz–FG juttatta Föld körüli, közeli körpályára. Több pályamódosítást követően még ugyanazon a napon, november 7-én a Nemzetközi Űrállomást (ISS) automatikus vezérléssel megközelítette, majd sikeresen dokkolt. Az orbitális egység pályája 92,87 perces, 51,67 fokos hajlásszögű, elliptikus pálya-perigeuma 200 kilométer, apogeuma 243 kilométer volt.
A Progressz teherűrhajókkal (M–16M, M–17M, M–17M) új megközelítési technikát próbáltak ki, hogy ne legyen kétnapos a megközelítés ideje (egészséges szintre emeljék az űrhajósok komfortfokát). Az orbitális egység pályára állását követő nyolcszori gyorsítással elérték az ISS pályamagasságát. A technikai fejlesztések eredményeként a felszállás-dokkolás volt a leggyorsabb művelet, 6 óra időtartamot vett igénybe. A további repülések során egy tipikus transzatlanti repülési idővel (3 óra 30 perc – 4 óra) tervezik az ISS megközelítését. A dokkolásnál előírt műveleti sorrend további 6 órát vett igénybe, amíg átmehettek az űrállomásra.
A mostani küldetés különlegessége az volt, hogy az űrhajósok átszállása után néhány napra 9 fősre bővült a nemzetközi űrállomás (ISS) személyzete. Ezúttal ugyanis a kettővel előbbi Szojuz TMA–09M utasai a megszokottól eltérően nem tértek vissza a Földre még a váltás megérkezése előtt. Az ok az olimpiai láng volt. Az Oroszországban, Szocsiban 2014. februárban megrendezendő téli olimpia játékok előtt a fáklyát vivő váltóba – még ha jelképesen, nyílt láng használata nélkül is – bekapcsolódik az űrállomás. Sőt, a szimbolikus olimpiai láng – most először – egy űrséta erejéig a nyílt világűrbe is kikerül, november 9-én. Olimpia fáklya korábban, a 2000-es sydneyi nyári olimpiai játékok előtt is járt már Föld körüli pályán, de csak az űrrepülőgép belsejében. A „lángot” aztán november 11-én, mint egy igazi váltó, a Szojuz TMA–09M utasai (Fjodor Jurcsihin, Karen Nyberg és Luca Parmitano) hozzák vissza a Földre, befejezve egyúttal öt és fél hónapig tartó űrrepülésüket.
2014. május 14-én, magyar idő szerint 3:58-kor Kazahsztán területén landolt az űrhajó, fedélzetén Mihail Vlagyiszlavovics Tyurin orosz, Richard Alan Mastracchio amerikai és Vakata Kóicsi japán űrhajósokkal.

## Személyzet

### Felszállásnál
- Mihail Vlagyiszlavovics Tyurin (3) parancsnok,  Oroszország
- Richard Alan Mastracchio (4) fedélzeti mérnök,  Egyesült Államok
- Vakata Kóicsi (4) fedélzeti mérnök,  Japán

#### Tartalék személyzet
- Makszim Viktorovics Szurajev parancsnok,  Oroszország
- Gregory Reid Wiseman fedélzeti mérnök,  Egyesült Államok
- Alexander Gerst fedélzeti mérnök,  Németország

### Leszállásnál
- Mihail Vlagyiszlavovics Tyurin parancsnok,  Oroszország
- Richard Alan Mastracchio fedélzeti mérnök,  Egyesült Államok
- Vakata Kóicsi fedélzeti mérnök,  Japán

Zárójelben azt tüntettük fel, hogy az űrhajósnak ez a küldetés hányadik űrrepülése.

## Galéria

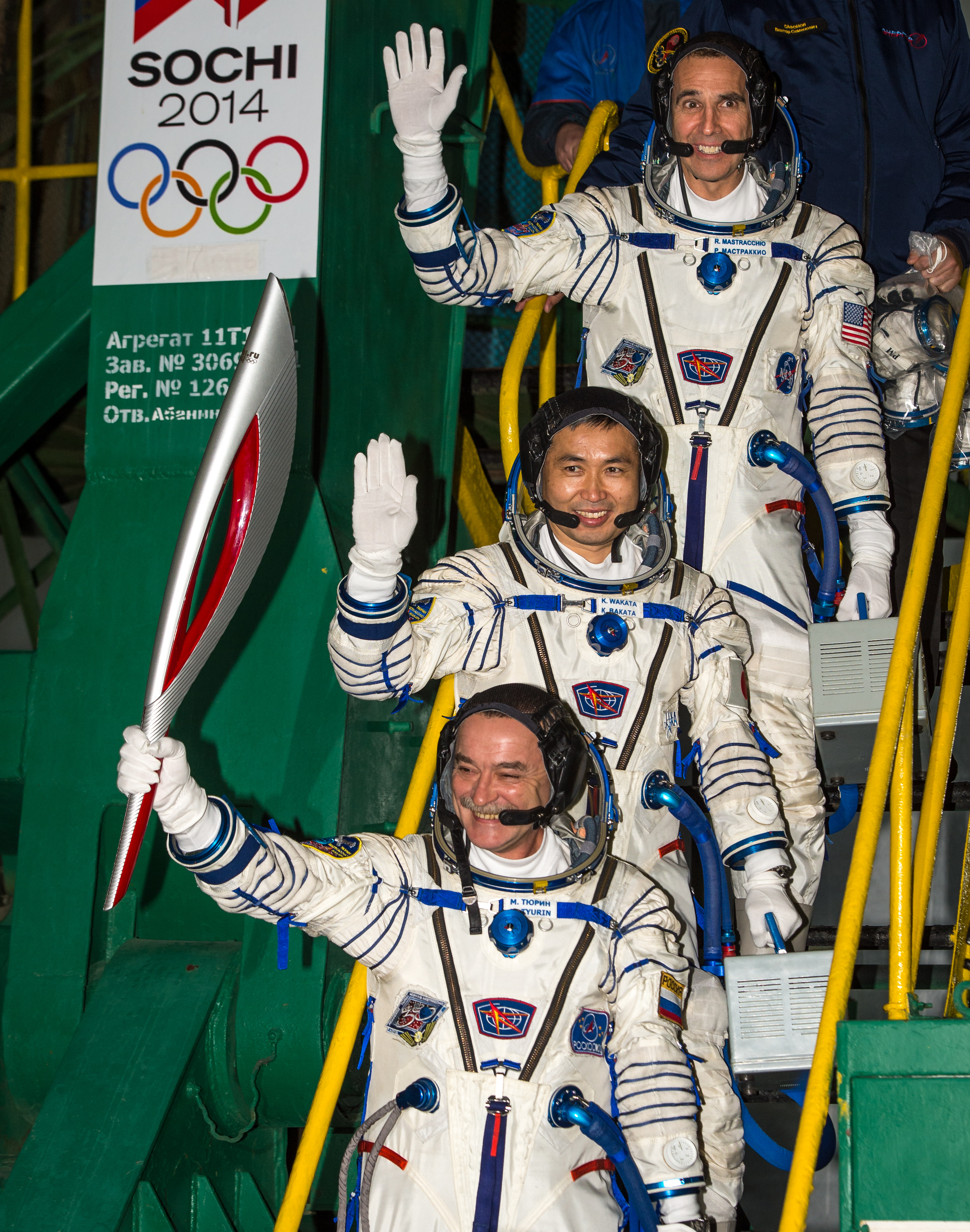
A Szojuz TMA–11M legénysége: lent: Mihail Vlagyiszlavovics Tyurin parancsnok, középen: Vakata Kóicsi fedélzeti mérnök, fent: Richard Alan Mastracchio fedélzeti mérnök
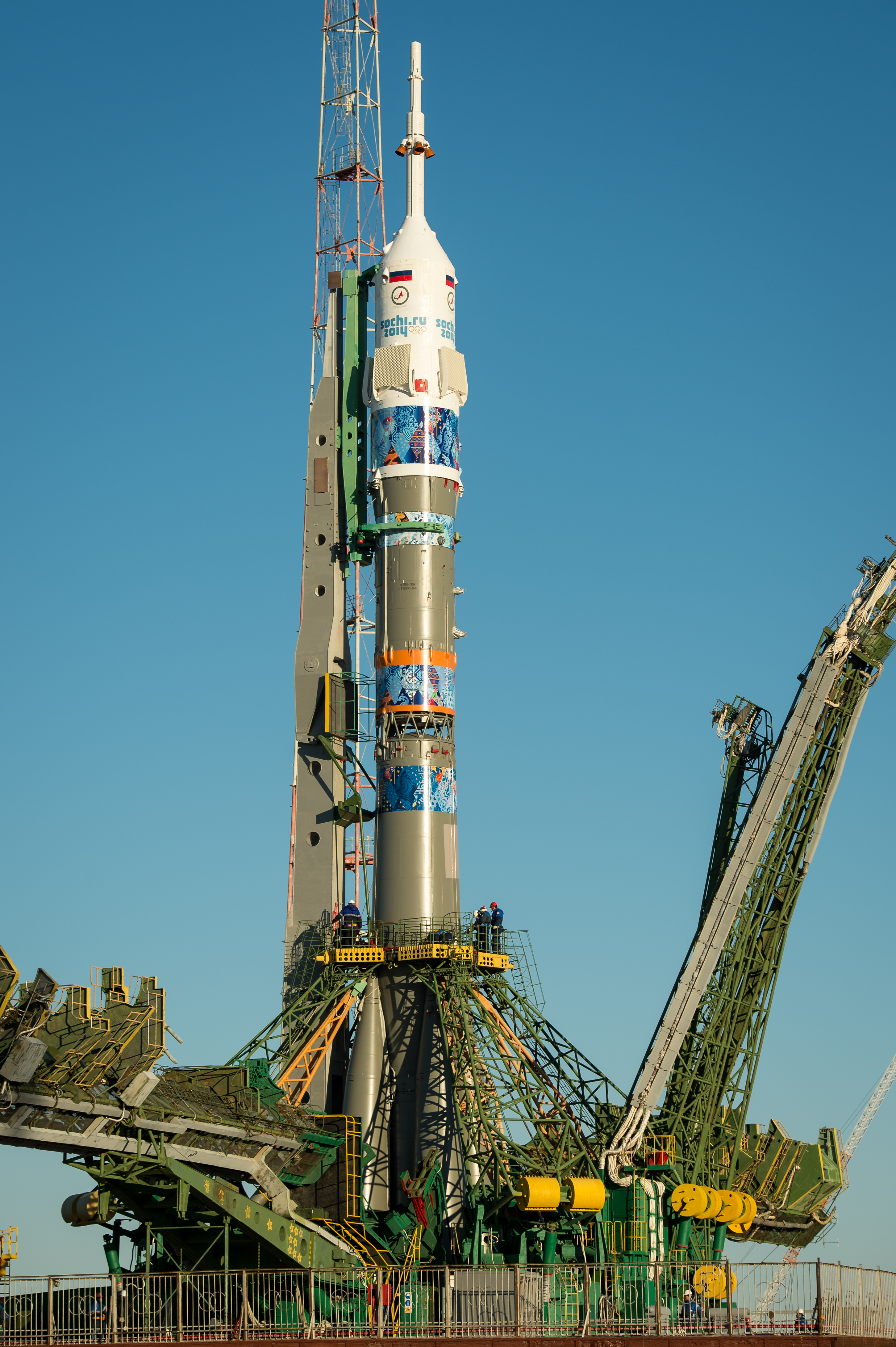
A 2014-es Szocsi téli olimpia logója az űrhajón
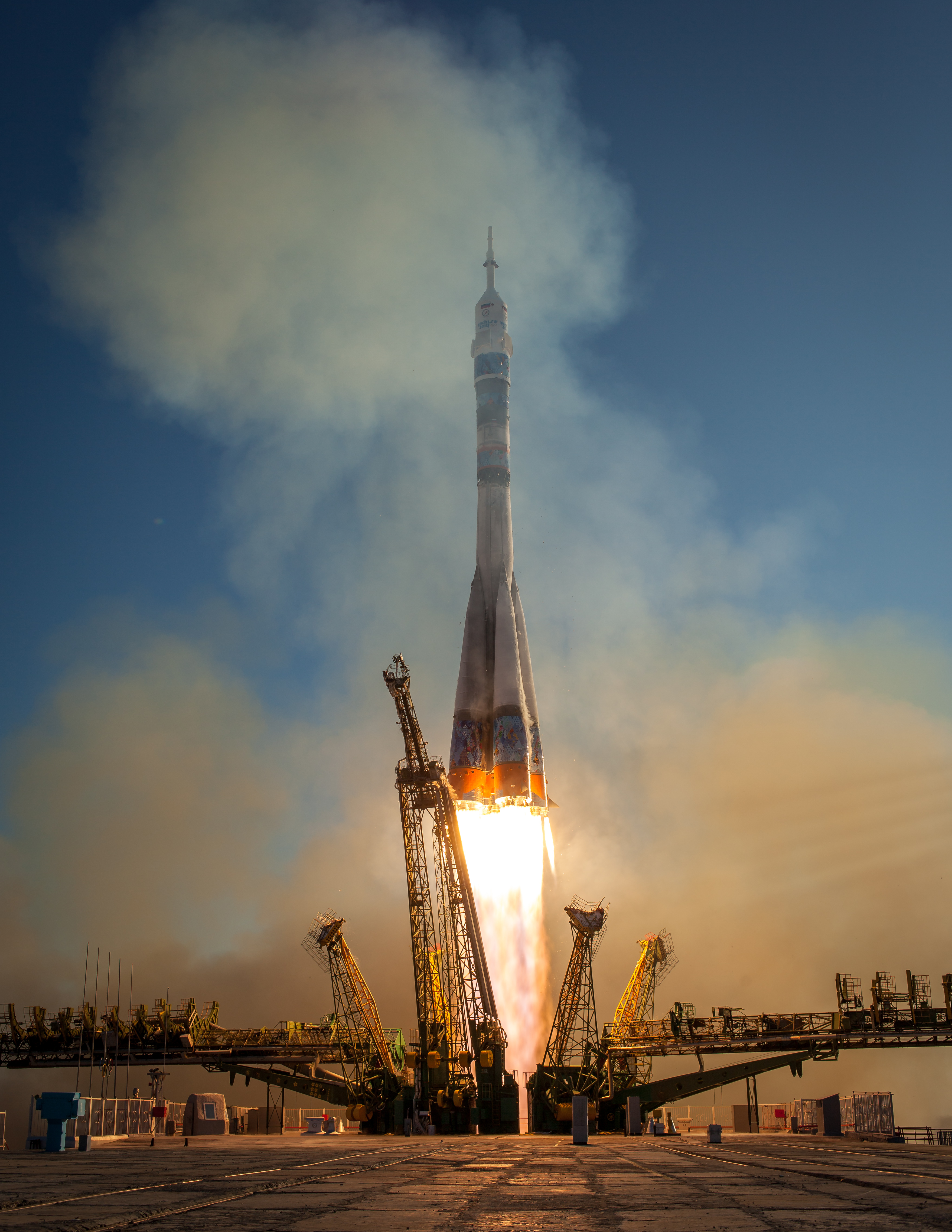
A kilövés pillanata
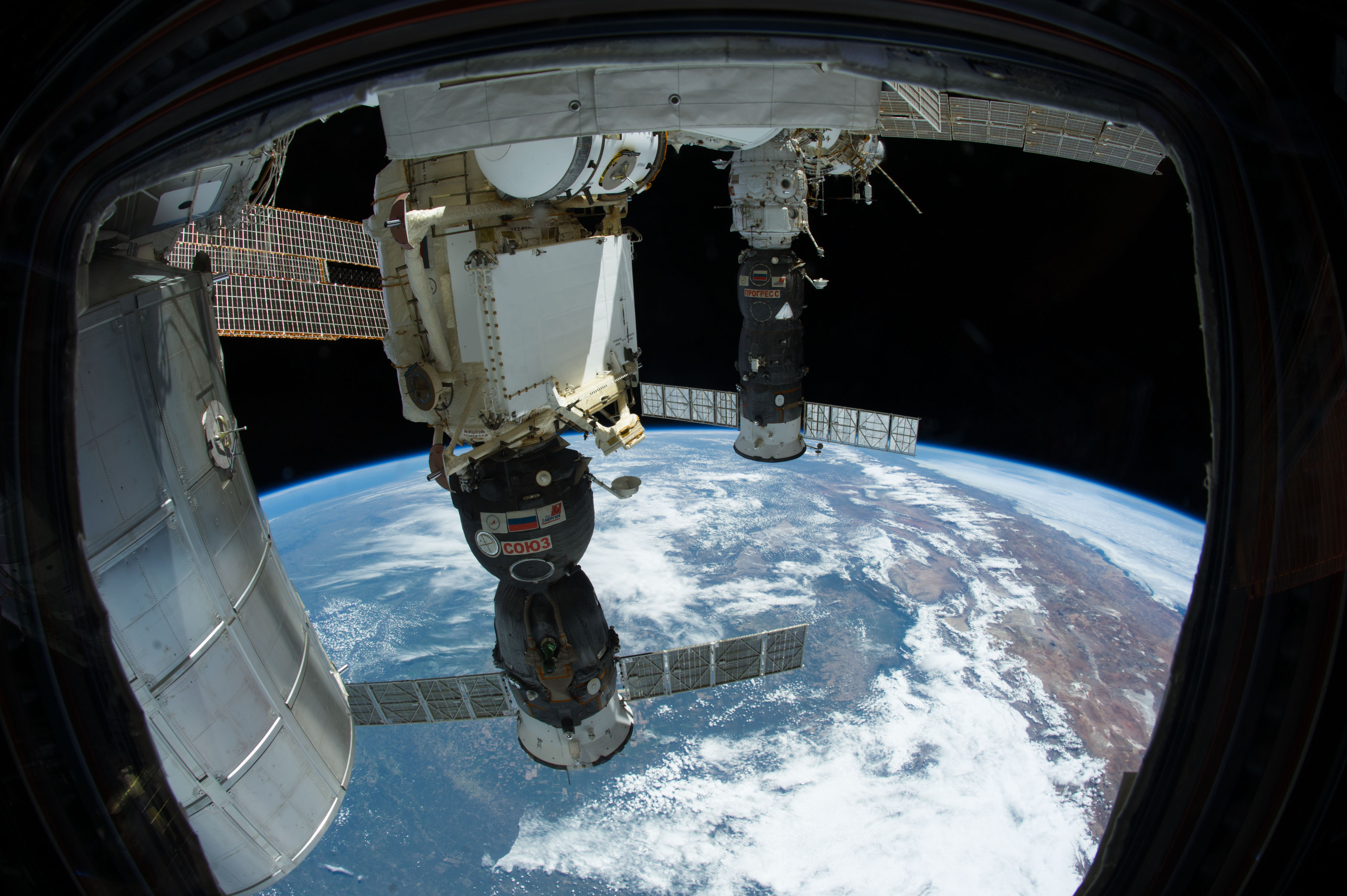
A Szojuz TMA–11M (előtérben) és a Progressz M-20M (háttérben) az ISS-hez dokkolva